# Connexina

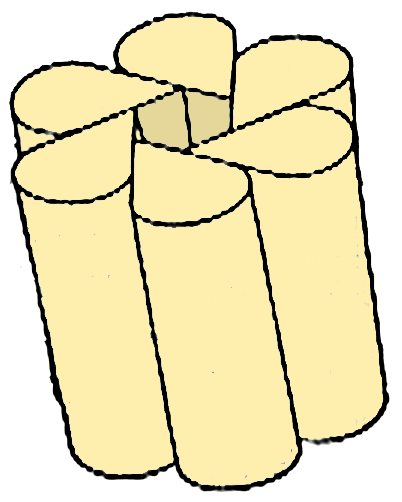
Un enllaç gap obert, compost per 6 connexines.

Les connexines, també anomenades proteïnes d'enllaç gap, conformen una família de proteïnes estructurals transmembrana que s'uneixen per a formar enllaços gap (gap junctions, en anglès) en els vertebrats (una família totalment diferent de proteïnes, les inexines, formen enllaços gap en els invertebrats). Cada enllaç gap es compon de 2 hemicanals o connexons, compostos cadascun d'ells per 6 molècules de connexina. Els enllaços gap són essencials per a molts processos fisiològics, com per exemple la despolarització coordinada en el múscul cardíac i el correcte desenvolupament embrionari. Per aquesta raó, les mutacions en els gens encarregats de la codificació de la connexina poden dur a anormalitats en la funció i el desenvolupament de l'organisme.

## Estructura

Estructura de la connexina.

Les connexines són proteïnes de quatre passos transmembrana amb terminacions carboxi i aminoterminals citoplasmàtiques, un bucle citoplasmàtic (de CL, de l'anglès: cytoplasmic loop) i dos bucles extracel·lulars (El-1) i (El-2). Les connexines s'uneixen entre si en grups de 6 per a formar hemicanals (connexons) i al seu torn, dos hemicanals poden combinar-se per a formar un enllaç gap. La família gènica de la connexina és diversa, amb 21 membres identificats en el genoma humà seqüenciat, i 20 en el de ratolí (19 dels quals són parells ortòlegs). Solen pesar entre 26 i 60 kDa, i posseïxen una longitud mitjana de 380 aminoàcids.